# Семиугольная мозаика
Семиугольная мозаика — правильная мозаика на гиперболической плоскости.
Она представляется cимволом Шлефли {7,3} и имеет три правильных семиугольника в каждой вершине.

## Иллюстрации
| Модель полуплоскости Пуанкаре | Дисковая модель Пуанкаре | Модель Клейна |

## Связанные многогранники и мозаики
Эта мозаика имеет топологическую связь с правильными многогранниками как член последовательности правильных многогранников с cимволом Шлефли {n,3}.
| Сферические | Сферические | Сферические | Сферические | Евклидовы | Компактные гиперболические. | Компактные гиперболические. | Параком- пактные. | Некомпактные гиперболические. | Некомпактные гиперболические. | Некомпактные гиперболические. | Некомпактные гиперболические. |
| ----------- | ----------- | ----------- | ----------- | --------- | --------------------------- | --------------------------- | ----------------- | ----------------------------- | ----------------------------- | ----------------------------- | ----------------------------- |
|             |             |             |             |           |                             |                             |                   |                               |                               |                               |                               |
| {2,3}       | {3,3}       | {4,3}       | {5,3}       | {6,3}     | {7,3}                       | {8,3}                       | {∞,3}             | {12i,3}                       | {9i,3}                        | {6i,3}                        | {3i,3}                        |

Из построения Витхоффа следует, что существует восемь гиперболических однородных мозаик, базирующихся на правильной семиугольной мозаике.
Если раскрасить в мозаике красным исходные грани, жёлтым исходные вершины, а синим исходные рёбра, имеется 8 форм.
|                                 |                                  |                               |                                  |                               |                                  |                                     |                                     |
| {7,3}                           | t{7,3}                           | r{7,3}                        | 2t{7,3}=t{3,7}                   | 2r{7,3}={3,7}                 | rr{7,3}                          | tr{7,3}                             | sr{7,3}                             |
| Однородные двойственные мозаики |                                  |                               |                                  |                               |                                  |                                     |                                     |
| node_f1 · 7 · node · 3 · node   | node_f1 · 7 · node_f1 · 3 · node | node · 7 · node_f1 · 3 · node | node · 7 · node_f1 · 3 · node_f1 | node · 7 · node · 3 · node_f1 | node_f1 · 7 · node · 3 · node_f1 | node_f1 · 7 · node_f1 · 3 · node_f1 | node_fh · 7 · node_fh · 3 · node_fh |
|                                 |                                  |                               |                                  |                               |                                  |                                     |                                     |
| V73                             | V3.14.14                         | V3.7.3.7                      | V6.6.7                           | V37                           | V3.4.7.4                         | V4.6.14                             | V3.3.3.3.7                          |

## Поверхности Гурвица
Группа симметрии мозаики является группой треугольника (2,3,7), и фундаментальной областью для этого действия является треугольник Шварца (2,3,7). Это наименьший гиперболический треугольник Шварца, а потому, по теореме Гурвица об автоморфизмах, мозаика является универсальной мозаикой, покрывающей все поверхности Гурвица (римановы поверхности с максимальной группой симметрии), давая мозаику семиугольниками, группа симметрии которой равна группе симметрии римановой поверхности. Наименьшей поверхностью Гурвица является квартика Клейна (род 3, группа автоморфизма имеет порядок 168) и порождённая мозаика имеет 24 семиугольника, имеющие общие 56 вершин.
Двойственная треугольная мозаика порядка 7 имеет ту же самую группу симметрии и она задаёт триангуляции поверхности Гурвица.